# Atingerea umbrei
Atingerea umbrei este al treilea roman din seria Academia Vampirilor scrisă de Richelle Mead. 
E primăvară la academia Sf. Vladimir și Rose Hathaway se pregătește de absolvire. De la moartea lui Mason, ea nu se mai simte la fel: are viziuni stranii, vise întunecate cu Lissa și îi e din ce în ce mai greu să se concentreze. În același timp ea trebuie să descurce ițele relației ei cu profesorul ei, Dimitri.
Varianta tradusă a fost publicată în România de Editura Leda. 

## Rezumat
Bântuitǎ de moartea lui Mason și frustrată din cauza relației cu Dmitri, Rose pornește spre testele de calificare hotărâtă să le ia cu brio. Așteptându-se să-i pice Lissa la test, Rose e furioasă să afle că va trebui să-l păzească pe Christian Ozera. Lucrurile o iau în jos când i se pare că vede fantoma lui Mason și împietrește. Gardienii de la școală sunt șocați de ceea ce pare încă o dovadă a unui temperament copilăros, crezând că Rose a refuzat voluntar să-l protejeze pe Christian și aceasta este salvată din nou de Dmitri. În mod ironic, singurul care o mai crede este Christian, care argumentează că părea speriată, mai degrabă decât furioasă.
Pe măsură ce zilele trec, Rose nu-l mai vede pe Mason și trece restul testelor cu brio, dar o tendință întunecată și străină o împinge să se poarte tot mai irațional, mai explosiv - explicația vine de la Adrian. Rose ia involuntar efectele nefaste ale spiritului de la Lissa prin legătură și-i îndură efectele de una singură.
Rose surprinde o serie de Moroi cu vânătăi și începe să investigheze. Moroi din campus s-au adunat într-o organizație numită Mână, care caută să trezească Constrângerea în alți Moroi, prin intermediul torturii. O păcălesc pe Lissa să li se alăture și încep să o testeze când Rose pune lucrurile cap la cap și o găsește prin intermediul legăturii. Atunci când ajunge își dă seama că Lissa căzut sub puterea laturii întunecate a magiei spiritului și i-a Constrâns pe toți să vadă halucinații. Pentru a o opri, Rose îi ia, voluntar de data asta, furia, pentru a o calma, dar cedează ea însăși și începe să-i atace fizic pe Moroi. 
Dmitri vine la timp pentru a o opri și a o duce la o cabană. Când acesta înțelege ce se întâmplase, o face pe Rose să-și revină și o consolează. Lucrurile escaladează și cei doi fac dragoste. Când se îmbrăcau din nou, fantoma lui Mason apare din nou și o avertizează pe Rose că experimentele Moroilor au creat o breșă în sistemul magic de apărare al academiei prin care se strecurau Strigoi. Rose îi alertează pe gardieni, care îi oferă un stake. Aceasta pornește să-l caute pe Christian care o convinge până la urmă să-l lase să lupte cu Focul. Într-un final gardienii îi resping pe Strigoi, dar aceștia luaseră prizonieri. 
Rose folosește fantomele pentru a localiza ascunzătoarea Strigoilor și gardienii organizează o misiune de salvare. Înainte de plecare Dmitri îi spune că vrea să fie cu ea și va vorbi cu conducerea pentru a aranja ca ei doi să lucreze în apropiere. Gardienii pleacă în misiune și prizonierii sunt salvați, dar mulți gardieni mor, iar Dmitri este luat prizonier și schimbat în Strigoi. Profund afectată de pierderea lui, Rose așteaptă până la majorat ca să aibă dreptul să plece de la academie.
În afara porților se întâlnește cu Lissa care este jignită la gândul că Rose o părăsește în favoarea altcuive. Rose încearcă să-i explice de promisiunea făcută cu Dmitri în Academia vampirilor - că dacă vreunul dintre ei ar deveni Strigoi, vor ca celălalt să-i ucidă, dar Lissa nu înțelege și încearcă să o Constrângă. Furioasă, Rose îi explică că toată viața și-a trăit-o pentru Lissa și trebuie să facă asta pentru ea însăși, și pleacă.

## Personaje
- Rosemarie "Rose" Hathaway - Dhampir cu o legǎturǎ parapsihologicǎ cu Lissa
- Vasilisa "Lissa" Dragomir - Moroi regal
- Dimitri Belikov - Dhampir, gardianul școlii și instructorul lui Rose
- Christian Ozera - Moroi regal cǎzut în dizgrație, iubitul Lissei
- Adrian Ivashkov - Moroi regal
- Victor Dashkov - Moroi regal minor, infractor
- Mia Rinaldi - Moroi neregal
- Janine Hathaway - Gardian Dhampir, mama lui Rose
- Jill Mastrano - Moroi neregal